# طيران إيه بي أكس
طيران إيه بي أكس (بالإنجليزية: ABX Air)‏ هي شركة شحن جوي أمريكية يقع مقرها في مقاطعة كلينتون، أوهايو.

## الأسطول

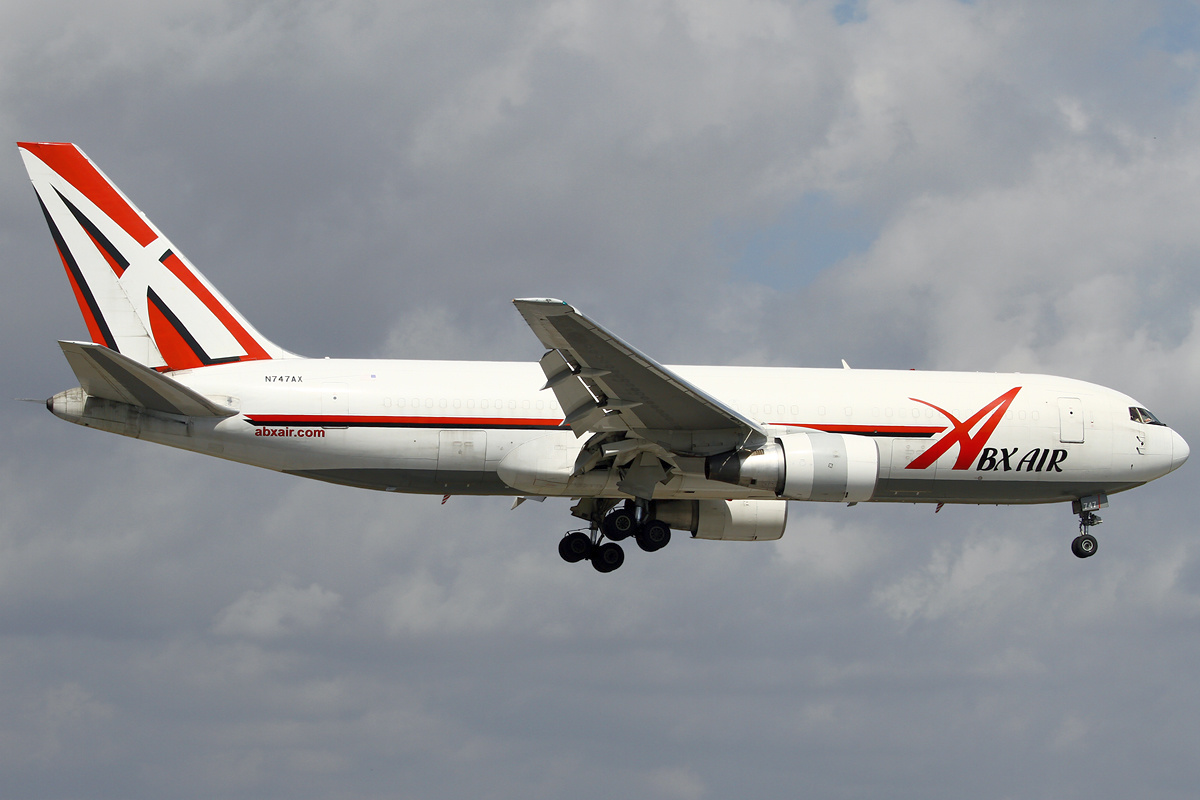
طيران إيه بي أكس بوينغ 767-200 تحط في مطار ميامي الدولي في عام 2013.

يتكون أسطول إي بي إكس من الطائرات التالية (تم التحديث في نوفمبر 2020):
| الطائرة       | في الخدمة |
| ------------- | --------- |
| بوينغ 767-200 | 12        |
| بوينغ 767-300 | 8         |
| المجموع       | 20        |

### الأسطول التاريخي
شغلت خطوط إي بي إكس سابقًا الطائرات التالية:
- دوغلاس دي سي-8[4]
- دوغلاس دي سي-8[4]
- دوغلاس دي سي-8[4]
- دوغلاس دي سي-8[5]
- ماكدونل دوغلاس دي سي-9[4]
- ماكدونل دوغلاس دي سي-9[4]
- ماكدونل دوغلاس دي سي-9[4]
- ماكدونل دوغلاس دي سي-9[4]
- ماكدونل دوغلاس دي سي-9[4]
- ماكدونل دوغلاس دي سي-9[4]
- NAMC YS-11A-200  [لغات أخرى]‏[4]